# 2. Deutsche Volleyball-Bundesliga 1978/79 (Männer)
Die Saison 1978/79 der 2. Volleyball-Bundesliga der Männer war die fünfte Ausgabe dieses Wettbewerbs.

## 2. Bundesliga Nord
Meister und Aufsteiger in die 1. Bundesliga wurde der VfL Lintorf. Absteigen mussten der TuS Bersenbrück, der SV Münster 91 und der TuS Wunstorf.

### Mannschaften
In dieser Saison spielten folgende zehn Mannschaften in der 2. Bundesliga Nord der Männer:
- TuS Bersenbrück
- VfL Bochum
- Dürener TV
- MTV Grone
- TuS Iserlohn
- VfL Lintorf
- MTV Mariendorf
- SV Münster 91
- USC Münster
- TuS Wunstorf

Rückzügler aus der 1. Bundesliga war der USC Münster. Aufsteiger aus der Regionalliga waren der TuS Bersenbrück und der TuS Wunstorf (Nord) sowie der Dürener TV und der SV Münster 91 (West).

### Tabelle
|                         | Verein            | Spiele | Punkte | Sätze |
| ----------------------- | ----------------- | ------ | ------ | ----- |
| 1.                      | Lintorf           | 18     | 32:4   | 48:19 |
| 2.                      | Iserlohn          | 18     | 28:8   | 49:30 |
| 3.                      | Bochum            | 18     | 22:14  | 38:35 |
| 4.                      | Mariendorf        | 18     | 20:16  | 42:31 |
| 5.                      | USC Münster (A)   | 18     | 18:18  | 34:34 |
| 6.                      | Düren (N)         | 18     | 18:18  | 37:39 |
| 7.                      | Grone             | 18     | 14:22  | 37:38 |
| 8.                      | Bersenbrück (N)   | 18     | 14:22  | 31:42 |
| 9.                      | SV Münster 91 (N) | 18     | 12:24  | 28:42 |
| 10.                     | Wunstorf (N)      | 18     | 2:34   | 19:53 |
| Stand: Abschlusstabelle |                   |        |        |       |

|     | Aufsteiger in die Bundesliga     |
|     | Absteiger in die Regionalliga    |
| (A) | Rückzügler aus der 1. Bundesliga |
| (N) | Aufsteiger aus der Regionalliga  |

## 2. Bundesliga Süd
Meister und Aufsteiger in die 1. Bundesliga wurde der USC Gießen. Absteigen musste der PSV Marburg.

### Mannschaften
In dieser Saison spielten folgende zehn Mannschaften in der 2. Bundesliga Süd der Männer:
- Orplid Darmstadt
- USC Freiburg
- SC Freising
- USC Gießen
- TuS Griesheim
- TV Hülzweiler
- PSV Marburg
- TSG Reutlingen
- DJK Schwäbisch Gmünd
- 1. VC Wiesbaden

Absteiger aus der 1. Bundesliga waren der USC Gießen und der USC Freiburg. Aufsteiger aus der Regionalliga waren der 1. VC Wiesbaden und PSV Marburg (Südwest) sowie TSG Reutlingen und DJK Schwäbisch Gmünd (Süd).

### Tabelle
|                         | Verein               | Spiele | Punkte | Sätze |
| ----------------------- | -------------------- | ------ | ------ | ----- |
| 1.                      | Gießen (A)           | 18     | 32:4   | 48:18 |
| 2.                      | Freiburg (A)         | 18     | 24:12  | 44:29 |
| 3.                      | Darmstadt            | 18     | 20:16  | 37:28 |
| 4.                      | Wiesbaden (N)        | 18     | 20:16  | 40:34 |
| 5.                      | Hülzweiler           | 18     | 20:16  | 37:32 |
| 6.                      | Freising             | 18     | 18:18  | 35:38 |
| 7.                      | Griesheim            | 18     | 16:20  | 35:35 |
| 8.                      | Schwäbisch Gmünd (N) | 18     | 16:20  | 30:44 |
| 9.                      | Reutlingen (N)       | 18     | 8:28   | 27:46 |
| 10.                     | Marburg (N)          | 18     | 6:30   | 21:50 |
| Stand: Abschlusstabelle |                      |        |        |       |

|     | Aufsteiger in die Bundesliga    |
|     | Absteiger in die Regionalliga   |
| (A) | Absteiger aus der 1. Bundesliga |
| (N) | Aufsteiger aus der Regionalliga |